# Phylidorea umbrarum
Phylidorea umbrarum är en tvåvingeart som först beskrevs av Harry Krogerus 1937.  Phylidorea umbrarum ingår i släktet Phylidorea och familjen småharkrankar. Inga underarter finns listade i Catalogue of Life.